# Harderode
 (juillet 2023).
Harderode est un quartier de la commune de Coppenbrügge, dans le Land de Basse-Saxe.

## Géographie
Harderode se situe dans la vallée de l'Ilse sur le versant sud-ouest de l'Ith entre Bisperode et Halle. La Landesstraße 588 traverse la ville et la grande réserve naturelle de l'Ith de 2 715 ha se trouve à un kilomètre à l'est.

## Histoire
Harderode est mentionné pour la première fois en 990 sous le nom de Hiris Witherothe. En 1330, on l'appelait Herderode, en 1385 Hersederode et en 1510 Harderode. De 1940 à 1958, il y a une école Reifenstein qui devient l'école rurale pour femmes Trillke-Gut à Hildesheim.
Appartenant à l'origine à l'arrondissement de Holzminden, Harderode intègre le 1er janvier 1973 dans la commune de Coppenbrügge dans l'arrondissement de Hamelin-Pyrmont.

### Einwohnerentwicklung
| Année | Nombre d'habitants |  |
| ----- | ------------------ |  |
| 1663  | 186                |  |
| 1774  | 272                |  |
| 1827  | 386                |  |
| 1885  | 390                |  |
| 1910  | 433                |  |
| 1914  | 462                |  |
| 1925  | 386                |  |

| Année | Nombre d'habitants |  |
| ----- | ------------------ |  |
| 1933  | 354                |  |
| 1939  | 347                |  |
| 1947  | 785                |  |
| 1950  | 692                |  |
| 1961  | 448                |  |
| 1970  | 438                |  |
| 1990  | 402                |  |
| 2006  | 380                |  |

## Source, notes et références
- (de) Cet article est partiellement ou en totalité issu de l’article de Wikipédia en allemand intitulé « Harderode » (voir la liste des auteurs).

1. ↑  (de) Statistisches Bundesamt, Historisches Gemeindeverzeichnis für die Bundesrepublik Deutschland. Namens-, Grenz- und Schlüsselnummernänderungen bei Gemeinden, Kreisen und Regierungsbezirken vom 27.5.1970 bis 31.12.1982, 1983 (ISBN 3-17-003263-1)